# مقاطعة بيغ ستون (مينيسوتا)
مقاطعة بيغ ستون (بالإنجليزية: Big Stone County)‏ هي إحدى مقاطعات ولاية مينيسوتا في الولايات المتحدة الأمريكية.